# Arghandab-distriktet
Arghandab (Pashto: ارغنداب) er et distrikt i den centrale del af Kandahar Provinsen, Afghanistan. Det grænser til Panjwai og Khakrez distrikterne mod vest, Shah Wali Kot distriktet mod nord og Kandahar distriktet mod øst og syd. Befolkningen var i 2006 54.900. Distriktscentret er Arghandab, beligende nordvest for Kandahar. Arghandab-floden flyder gennem distriktet i den østlige del vest for distriktscentret. Klimaet og floden gør det muligt for beboerne at have lunde, hvor de producerer forskellige frugter.Distriktet er i øjeblikket hjemsted for Slaget omArghandab.
31°39′17″N 65°38′58″Ø / 31.6547°N 65.6494°Ø